# Live (album Guano Apes)
Live – koncertowy album niemieckiej grupy muzycznej Guano Apes.

## Lista utworów

### Wersja CD
1. „Quietly” (3:40)
2. „No Speech” (3:46)
3. „Money & Milk” (2:38)
4. „Pretty in Scarlet” (3:56)
5. „We Use the Pain” (2:41)
6. „Living in a Lie” (4:17)
7. „Open Your Eyes” (2:54)
8. „Dick” (2:44)
9. „Sing That Song” (3:18)
10. „Mine All Mine” (5:18)
11. „Sugar Skin” (3:59)
12. „Move a Little Closer” (3:19)
13. „You Can’t Stop Me” (3:35)
14. „Scratch the Pitch” (3:30)
15. „Big in Japan” (3:27)
16. „Dödel Up” (7:40)
17. „Wash It Down” (3:44)
18. „Diokhan” (4:35)
19. „Gogan” (2:41)
20. „Lords of the Boards” (5:27)

### Wersja DVD
1. „Quietly” (3:33)
2. „No Speech” (3:43)
3. „Money & Milk” (2:36)
4. „Pretty in Scarlet” (3:49)
5. „We Use the Pain” (2:37)
6. „Living in a Lie” (4:19)
7. „Open Your Eyes” (2:50)
8. „Dick” (3:33)
9. „Sing That Song” (3:08)
10. „Mine All Mine” (5:13)
11. „Sugar Skin” (3:58)
12. „Move a Little Closer” (3:18)
13. „You Can’t Stop Me” (3:33)
14. „Scratch the Pitch” (3:27)
15. „Big in Japan” (2:58)
16. „Trompeter” (2:36)
17. „Dödel Up” (7:34)
18. „Diokhan” (4:32)
19. „Kumba Yo!” (3:36)
20. „Lords of the Boards” (5:55)

## Twórcy
- Sandra Nasić – śpiew
- Henning Rümenapp – gitara
- Stefan Ude – gitara basowa
- Dennis Poschwatta – perkusja